# Fimbristylis mangorensis
Fimbristylis mangorensis är en halvgräsart som beskrevs av Henri Chermezon. Fimbristylis mangorensis ingår i släktet Fimbristylis och familjen halvgräs. Inga underarter finns listade i Catalogue of Life.